# Patrick du Chau
Patrick du Chau (Opbrakel, 9 februari 1959) is een Belgisch voormalig wielrenner.

## Carrière
du Chau behaalde bij de amateurs een etappe in de Tour Européen en nam in 1980 deel aan de Olympische Spelen waar hij deel nam in de ploegentijdrit. In de Tour Européen werd hij derde in het eindklassement dat gewonnen werd door Marc Vercammen.